# Fernando Panesso Serna
Fernando Panesso Serna (ur. 13 grudnia 1951 w Pereirze) – kolumbijski przedsiębiorca i polityk. Gubernator departamentu Antioquia w latach 1987–1988, następnie ambasador Kolumbii w Turcji (2011–2015) i Ekwadorze (2015–2017).
Urodził się w Pereirze i ukończył szkołę średnią Colegio San Bartolomé La Merced. Następnie ukończył studia na Wydziale Górnictwa na Narodowym Uniwersytecie Kolumbii w Medellín.
Panesso Serna był gubernatorem Antioquii od 29 maja 1987 do 22 sierpnia 1988 roku, w okresie aktywnej działalności barona narkotykowego Pablo Escobara. Podczas jego kadencji siedziba administracji departamentu została przeniesiona z Pałacu Kultury im. Rafaela Uribe Uribe do obecnej siedziby w La Alpujarrze, którą sam zainaugurował we wrześniu 1987 roku.
Pełnił również funkcję konsula Kolumbii w Nowym Jorku i wiceministra rozwoju gospodarczego. Przez osiem lat był prezesem Empresas Públicas de Medellín w Bogocie, był także dyrektorem generalnym Coomeva EPS i prezesem Empresa de Telecomunicaciones de Bogotá (ETB) od 23 maja 2008 roku do 23 listopada 2009 roku.
Panesso Serna był ambasadorem Kolumbii w Turcji od 16 listopada 2011 roku do maja 2015 roku i pełnił funkcję ambasadora Kolumbii w Ekwadorze od 15 lipca 2015 roku do 11 września 2017 roku.
Jest autorem wydanej w 2019 roku autobiografii Fernando Panesso. Relato de mi destino oraz wydanej w 2021 roku w Turcji i Kolumbii książki Turquía en mi corazón opisującej historię stosunków kolumbijsko-tureckich.